# Arrival (Automobilhersteller)

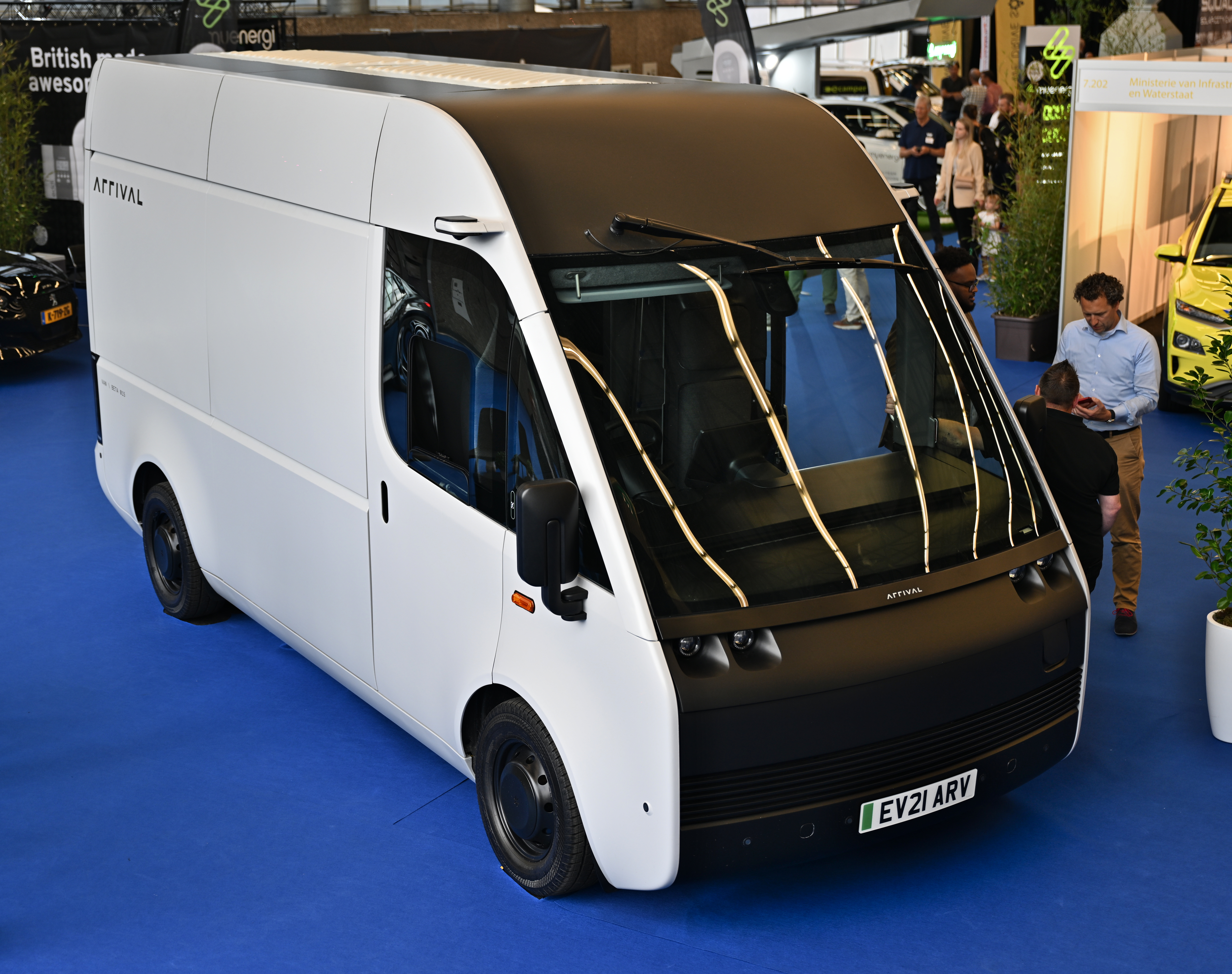
Arrival Van 2022

Arrival Ltd ist ein englischer Hersteller von vollelektrischen Kleintransportern und leichten Lastkraftwagen. Das Unternehmen wurde 2015 von Denis Sverdlow gegründet.

## Denis Sverdlov
Der Gründer, Denis Sverdlow (* 1978), hat Ingenieurwesen und Betriebswirtschaftslehre an der staatlichen Universität in Sankt Petersburg in Russland studiert. Nach verschiedenen beruflichen Stationen wurde er 2007 CEO der Yota-Gruppe, eines russischen Internetdienstanbieters. 2012 berief man ihn zum russischen Vizeminister für Kommunikation und Massenmedien. 2014 ging er nach England und gründete Arrival. Er ist außerdem Gründer des Unternehmens Roborace, das sich mit der Entwicklung von fahrerlosen Rennfahrzeugen beschäftigt. In diesem Zusammenhang plant er eine weltweite Rennserie mit autonom fahrenden Rennwagen sowie ebenfalls einen Mensch-Maschine-Rennwettbewerb.

## Unternehmensentwicklung und Produktprogramm
Verwaltungssitz des Unternehmens ist London. Forschung und Entwicklung sowie Fertigung befinden sich in Banbury, Oxfordshire. Weitere Forschungseinheiten sind in Nordamerika, Deutschland, Israel, Russland und in den Niederlanden. Das Unternehmen beschäftigt rund 800 Mitarbeiter (Stand Januar 2020).
Arrival entwickelt und fertigt vollelektrisch angetriebene Kleintransporter. Es ist das Ziel, die Kosten der Fahrzeuge so zu senken, dass sie nicht teurer als vergleichbare Fahrzeuge mit Dieselmotor sind. Arrival bewertet die konstruktive Vorgehensweise der meisten Hersteller von elektrisch betriebenen Fahrzeugen kritisch. Sie würden im Wesentlichen nur den Antrieb austauschen, ansonsten sei das Fahrzeug weitgehend unverändert. Arrival bezeichnet diesen Ansatz als „Generation 1.0“ und den eigenen, der eine vollständige und modulare Neukonstruktion beinhaltet, als „Generation 2.0“. Es wird ebenfalls behauptet, die Lebensdauer der Arrival-Fahrzeuge betrage rund 20 Jahre.
Die englische Postgesellschaft Royal Mail hat 2017 eine kleine Serie von Versuchsfahrzeugen von Arrival erstmals eingesetzt. Im Mai 2019 übernahm der Kurierdienst UPS 35 Fahrzeuge für einen versuchsweisen Einsatz in London und in Paris.
Mitte Januar 2020 gab Arrival bekannt, dass die Hyundai Motor Group 100 Mio. € in die Gesellschaft investierte und dass die beiden Unternehmen eine strategische Partnerschaft vereinbart haben, um gemeinsam elektrisch betriebene Fahrzeuge auf der Arrival Plattform zu entwickeln. Die Herstellung der zukünftigen Fahrzeuge wird in vergleichsweise kleinen Fabriken mit 10.000 m² Produktionsfläche erfolgen. Dadurch werden Marktnähe und Flexibilität erreicht. Die Fahrzeugplattform, die mit einem Skateboard verglichen werden kann, und die Software liefert Arrival. Arrival hat ergänzend mitgeteilt, dass das Unternehmen aufgrund des Investments einen Einhorn-Status erreicht hat. Das besagt, dass der Unternehmenswert bereits über 1 Mrd. USD liegt.
Zwei Wochen später verkündete Arrival, dass sich UPS ebenfalls an dem Unternehmen beteiligt und einen Auftrag über 10.000 Kleinlastwagen an Arrival im Wert von 340 Mio. £ (ca. 400 Mio. €) vergeben hat.
Die bis 2024 zu liefernden Fahrzeuge werden auf einer gemeinsamen Entwicklung von UPS und Arrival beruhen. Sie werden in Europa und in Nordamerika zum Einsatz kommen.
Im Februar 2024 meldete das Unternehmen Insolvenz an. Das Unternehmen will seine britischen Unternehmensteile verkaufen, aber mit den Tochterfirmen außerhalb des Vereinigten Königreichs weiterarbeiten.